# Pseuderanthemum curtatum
Pseuderanthemum curtatum är en akantusväxtart som först beskrevs av C. B. Cl., och fick sitt nu gällande namn av Merrill. Pseuderanthemum curtatum ingår i släktet Pseuderanthemum och familjen akantusväxter. Inga underarter finns listade i Catalogue of Life.